# 屈鳴介
屈鳴介（1751年—1810年9月23日），字美才，號健菴，四川鄰水縣豐樂里人，清代政治人物。曾任浙江昌化縣知縣。

## 生平
- 乾隆五十五年庚戌，覃恩明經（恩貢）署越嶲廳教授，曾代辦通判。
- 乾隆五十八年遵例捐教諭，加捐分發試用
- 乾隆五十九年五月選[2]，十二月初七日到任長壽縣敎諭，嘉慶二年教匪陷城，幫辦縣事[3][4]，嘉慶五年修補長壽縣新城[5]。
- 嘉慶六年，年五十一歲，陸年俸滿，保舉知縣[6]。
- 嘉慶九年十二月，籤分浙江昌化縣知縣[7]，曾任新城縣知縣，在任六年因染患痢疾醫藥無效於嘉慶十五年八月二十五日在任病故於官署[8]，狀元石韞玉贈以聯曰“曾聽絃歌傳蜀道，長留俎豆在桐鄉”，額曰“古之循吏”[9][10]。